# مورغان ميرفي (لاعب كرة قاعدة)
مورغان ميرفي (بالإنجليزية: Morgan Murphy) هو لاعب كرة قاعدة أمريكي، ولد في 14 فبراير 1867 في إيست بروفيدانس في الولايات المتحدة، وتوفي في 3 أكتوبر 1938 في بروفيدنس في الولايات المتحدة.

## وصلات خارجية
- مورغان ميرفي على موقعبيزبول رفرنس.كوم (الدوري الرئيسي) (الإنجليزية)
- مورغان ميرفي على موقعبيزبول رفرنس.كوم (الدوري الثانوي) (الإنجليزية)